# Guillermo Lovell
Guillermo José Lovell Birnes (ur. 15 stycznia 1918 w Dock Sud, zm. 25 października 1967) – argentyński bokser, srebrny medalista letnich igrzysk olimpijskich w Berlinie w kategorii ciężkiej. W walce o 1. miejsce przegrał z Niemcem Herbertem Rungem.
Był młodszym bratem Santiago Lovella, bokserskiego mistrza olimpijskiego wagi ciężkiej z Igrzysk w 1932 w Los Angeles.